# دالتون فیلیپس
دالتون فیلیپس، (به انگلیسی: Dalton Philips) (زاده ۱۸ فوریه ۱۹۶۸) کارآفرین، بازرگان و مدیر ارشد اجرایی ایرلندی است، که در حال حاضر به‌عنوان مدیر عامل اجرایی شرکت موریسونس فعالیت می‌کند.